# Max Graeff
Max Graeff (* 1. November 1895 in Zell (Mosel); † 22. Mai 1973 in Köln) war ein deutscher Unternehmer.

## Leben
Max Graeff war ein Sohn des Tabakwarenfabrikanten Roman Anton Graeff und dessen aus Krefeld stammenden Ehefrau Maria Josefine Graeff, geborene Thomas (1863–1899). Max Graeff besuchte in Krefeld das Gymnasium und legte dort 1914 seine Reifeprüfung ab. Danach wurde er im I. Weltkrieg Offizier beim Schleswig-Holsteinischen Fußartillerie-Regiment Nr. 9 im II. Bataillon der Garnison Festung Ehrenbreitstein in Koblenz. Nach Ende des Kriegs führte er ab 1919 sein Studium der Rechtswissenschaften fort, wurde 1922 mit seiner Dissertationsschrift Wertbegriffe und Wertermittelungsgrundsätze im Reichs-Privat- und Vermögenssteuerrecht zum Dr. jur. promoviert und dann als Rechtsanwalt in Köln tätig.
Er war seit dem 31. März 1928 mit Thea Graeff, geborene Lindgens, welche die geschiedene Ehefrau seines Kriegskameraden Jostenhans und eine Tochter des Bleifarbenfabrikanten Adolf Lindgens junior (1856–1941) war, verheiratet. Am 26. November 1929 wurde ihr Sohn Roman Graeff, der später Diplom-Chemiker wurde, in Köln geboren. In Mülheim am Rhein trat er in die chemische Fabrik seines Schwiegervaters Lindgens & Söhne als persönlicher haftender Gesellschafter und Teilhaber der Firma ein. Die Eintragung in das Kölner Handelsregister hierzu war am 21. August 1934 erfolgt. Die chemische Firma, die Graef als Repräsentant für 36 Jahre leitete und internationales Ansehen genoss, war die erste Produktionsstätte in Deutschland die Bleimennige produzierte. Während des II. Weltkriegs diente Graeff als Major der Artillerie.
In der Zeit von 1956 bis Ende 1958 war Graeff Vorstandsvorsitzer des Kalivereins, der Fachorganisation und des Arbeitgeberverbandes der Kaliindustrie sowie Beiratsmitglied des Verbandes der Mineralfarbenindustrie und der Deutschen Bank. Am 8. August 1957 teilte das Auswärtige Amt mit, dass dem zum Wahlkonsul von Ecuador in Köln ernannten Herrn Max Graeff, wohnhaft in Köln-Mülheim, das Exequatur („Der Konsul möge sein Amt ausüben“) der Bundesregierung erteilt worden sei. Anlässlich seines 65. Geburtstags wurde Graeff vom Bundespräsidenten für seine Verdienste um die Zinkweißindustrie und sein Mitwirken in verschiedenen Organisationen der Chemischen Industrie das Bundesverdienstkreuz 1. Klasse der Bundesrepublik Deutschland verliehen.